# 海南油杉
海南油杉（学名：Keteleeria hainanensis）是松科油杉属的植物，是中国的特有植物。分布于海南岛霸王岭等地，生长于海拔900米至1,250米的地区，目前尚未由人工引种栽培。
其种加词“hainanensis”意为“海南的”。